# Norma dispositiva
Si dice dispositiva una norma giuridica che trova applicazione solo quando le parti di un rapporto giuridico non abbiano disposto diversamente, nel qual caso si dice che la norma è stata derogata. La norma dispositiva si contrappone a quella imperativa che trova sempre applicazione e non può essere derogata dalla diversa volontà delle parti. 

## Tipologia
Nell'ambito delle norme dispositive così intese (dette anche derogabili o relative) taluni distinguono le norme dispositive in senso stretto che regolano un rapporto, ma lasciano alle parti la possibilità di regolarlo diversamente, dalle norme suppletive che regolano un rapporto solo in mancanza di una regolamentazione voluta dalle parti.
In presenza di una norma dispositiva le parti mantengono il potere di disciplinare diversamente con un atto giuridico il loro rapporto, sicché non si ha una limitazione dell'autonomia privata, cosa che invece avviene con la norma imperativa. Di conseguenza l'atto giuridico difforme da una norma dispositiva è pienamente valido, anzi sostituisce la propria disciplina a quella della norma, derogandola, mentre l'atto difforme da una norma imperativa è sempre invalido.

## Nel diritto privato
Le norme dispositive hanno la funzione di integrare la volontà delle parti, sollevandole dalla necessità di definire tutti gli aspetti della disciplina del loro rapporto giuridico: nel caso abbiano trascurato taluni aspetti, il vuoto di disciplina è infatti automaticamente colmato dall'ordinamento giuridico. Inoltre le norme dispositive rappresentano un modello per la disciplina di determinati rapporti, modello a cui le parti possono attingere.
In considerazione della loro funzione le norme dispositive sono poste nell'interesse delle parti, laddove le norme imperative sono poste nell'interesse pubblico. Di conseguenza le norme dispositive sono tipiche nel diritto privato e quasi assenti, o secondo alcuni autori del tutto assenti, nel diritto pubblico. Le norme imperative sono invece tipiche del diritto pubblico, ma se ne trovano anche nel diritto privato, specie in alcuni settori quali il diritto di famiglia o il diritto del lavoro. Negli ordinamenti odierni è del resto sempre più frequente il ricorso a norme imperative nei casi in cui l'ordinamento giuridico ritiene di limitare l'autonomia privata delle parti a tutela di un preminente interesse pubblico o al fine di tutelare una parte ritenuta debole per la sua condizione socio-economica, come accade in molti ordinamenti per il lavoratore dipendente.
Dal punto di vista della tecnica legislativa le norme dispositive sono normalmente formulate utilizzando espressioni quali "salvo patto contrario", "salvo che le parti abbiano disposto diversamente" e simili.

## Nel diritto pubblico
Le norme di esercizio del potere autoritativo dello Stato o di altro ente territoriale sono, per definizione, imperative. Eppure un margine di esercizio della facoltà dispositiva si rinviene in alcune norme procedurali delle assemblee elettive: in consiglio regionale, per esempio, si sostiene che "secondo una consuetudine del diritto parlamentare, le norme del regolamento interno possono essere derogate in via eccezionale nemine contradicente (cioè, se nessuno si oppone)".